# تشارلز كوميسكي
تشارلز كوميسكي (بالإنجليزية: Charles Comiskey)‏ هو لاعب كرة قاعدة أمريكي، ولد في 15 أغسطس 1859 في شيكاغو في الولايات المتحدة، وتوفي في 26 أكتوبر 1931 في ويسكونسن في الولايات المتحدة.

## وصلات خارجية
- تشارلز كوميسكي على موقعبيزبول رفرنس.كوم (الدوري الرئيسي) (الإنجليزية)
- تشارلز كوميسكي على موقعبيزبول رفرنس.كوم (الدوري الثانوي) (الإنجليزية)
- تشارلز كوميسكي على موقع قاعة مشاهير كرة القاعدة (الإنجليزية)
- تشارلز كوميسكي على موقع الموسوعة البريطانية (الإنجليزية)